# Gasan
Gasan es un municipio filipino de tercera categoría perteneciente a la provincia isleña de Marinduque en Mimaropa, Región IV-B. Con una extensión superficial de 11.93 Has,  tiene una población de 33,075 personas que habitan en 8,008 hogares. Su alcaldesa es  Victoria A. Lao Lim.
Para las elecciones está encuadrado en el único Distrito Electoral de esta provincia.

## Geografía
Las Islas de los Tres Reyes (Tres Reyes Islands): Melchor, Gaspar y Baltasar).
El archipiélago se encuentra  situado frente a la costa de  Marinduque, al suroeste y  forman parte de la jurisdicción de este municipio de  Gasan, concretamente en su barrio de Pinggan.

## Barrios
El municipio de Gasan se divide, a los efectos administrativos, en 25 barangayes o barrios, conforme a la siguiente relación:
| - Antipolo, antes Hinubuán. - Bachao Ibaba - Bachao Ilaya - Bacong-Bacong - Bahi | - Bangbang - Banot - Banuyo - Bognuyan - Cabugao | - Dawis - Dili - Libtangin - Mahunig - Mangiliol | - Masiga - Matandang Gasan - Pangi - Pinggan - Tabionan | - Tapuyan - Tiguión - Barangay I (Población) - Barangay II (Población) - Barangay III (Población) |

## Historia
En 1850 formaban parte de la provincia de Mindoro, entonces contaba con una población de 1.667 almas.

## Patrimonio

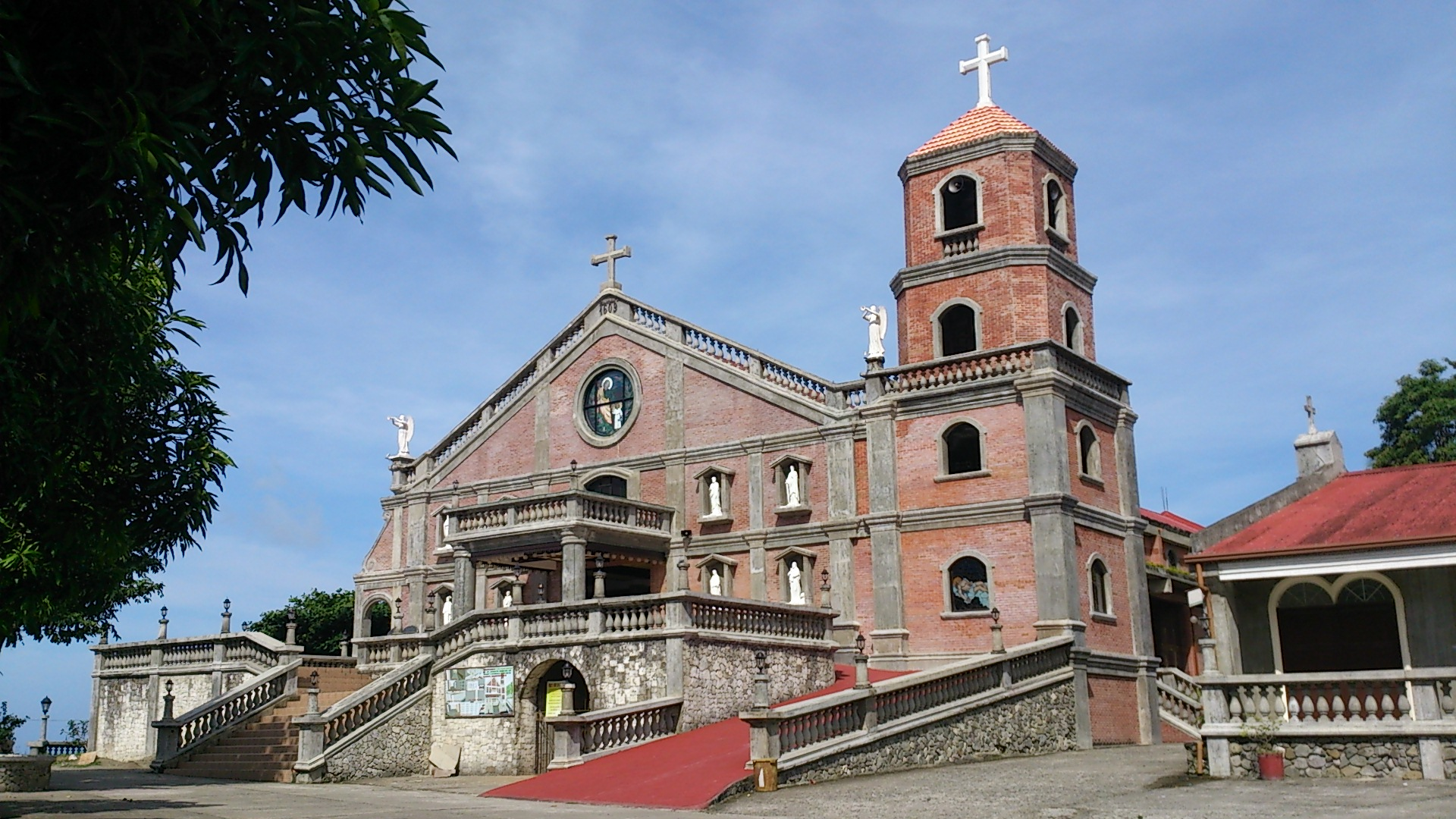
Parroquia.

Iglesia parroquial católica bajo la advocación de San José Esposo de Maria.